# Pawlowka (Uljanowsk, Pawlowski)
Pawlowka (russisch Па́вловка) ist eine Siedlung städtischen Typs in der Oblast Uljanowsk in Russland mit 5626 Einwohnern (Stand 14. Oktober 2010).

## Geographie
Der Ort liegt etwa 200 km Luftlinie südsüdwestlich des Oblastverwaltungszentrums Uljanowsk, gut 10 km entfernt von der Grenze zu den Oblasten Saratow und Pensa. Er befindet sich unweit der Quelle des Isbalyk, eines rechten Zuflusses des rechten Wolga-Nebenflusses Tereschka.
Pawlowka ist Verwaltungszentrum des Rajons Pawlowski sowie Sitz der Stadtgemeinde Pawlowskoje gorodskoje posselenije, zu der außerdem die Dörfer Iljuschkino (11 km südlich), Jewleika (8 km nordöstlich), Kadyschewka (6 km südöstlich) und Schalkino (9 km südwestlich) gehören.

## Geschichte
Der Ort wurde 1695 von Bauern aus Pensa gegründet und nach dem Fluss Isbalyk benannt. Später war auch der Name Dmitrijewskoje in Gebrauch, ab der zweiten Hälfte des 19. Jahrhunderts die heutige Bezeichnung. Das Dorf gehörte ab dem 18. Jahrhundert zum Ujesd Chwalynsk des Gouvernements Saratow.
Am 14. Mai 1928 wurde Pawlowka Verwaltungssitz eines neu geschaffenen, nach ihm benannten Rajons. 1978 erhielt der Ort den Status einer Siedlung städtischen Typs.

### Bevölkerungsentwicklung
| Jahr | Einwohner |
| ---- | --------- |
| 1897 | 4328      |
| 1939 | 4136      |
| 1959 | 3532      |
| 1970 | 3803      |
| 1979 | 4496      |
| 1989 | 5730      |
| 2002 | 5930      |
| 2010 | 5626      |

Anmerkung: Volkszählungsdaten

## Verkehr
Pawlowka liegt an der Regionalstraße 73K-1434, die aus dem Zentralteil der Oblast über die Rajonzentren Barysch und Nikolajewka kommend, wo sie die föderale Fernstraße M5 kreuzt, weiter zur Grenze der Oblast Saratow führt, dort in Richtung der knapp 70 km entfernten föderalen Fernstraße R228 Sysran – Saratow – Wolgograd bei Wolsk. In östlicher Richtung zweigt in Pawlowka die 73K-1439 ins benachbarte Rajonzentrum Staraja Kulatka ab.
Die nächstgelegenen Bahnstationen befinden sich etwa 50 km entfernt in nördlicher Richtung in Nikolajewka (Station Kljutschiki) an der Strecke (Moskau –) Rjaschsk – Pensa – Sysran sowie etwas näher in südlicher Richtung – erreichbar über die Straße nach Wolsk – bereits in der Oblast Saratow bei Nischnjaja Tschernawka (Station Tschernawka) an der Strecke Sysran – Saratow – Wolgograd.

## Söhne und Töchter des Ortes
- Fjodor Panfjorow (1896–1960), Schriftsteller